# Katy (Texas)
Katy város az USA Texas államában, Fort Bend, Harris és Waller megyében. Lakosainak száma 21 894 fő (2020. április 1.).

## Népesség
A település népességének változása:

| 2010 | 14 102 |
| 2020 | 21 894 |